# نخل لرزانک کرکی
نخل لرزانک کرکی (نام علمی: Butia eriospatha) نام یک گونه از تیره نخل است که بومی برزیل بوده و فقط در این نواحی یافت می‌شود و مانند سایر نخل‌ها دارای یک تنهٔ منفرد و اصلی است. این تنه معمولاً تا حدود ۳ تا ۵ متر ارتفاع و ۳۰ تا ۵۰ سانتی‌متر قطر رشد می‌کند، برگ‌های همیشه سبز دارد که طولشان از ۶۰ سانتیمتر تا ۱٫۲ متر متغیر است.